# Jack Swigert
John Leonard (Jack) Swigert  (Denver, Colorado, 1931. augusztus 30. – Washington, 1982. december 27.) amerikai űrhajós, politikus.
Swigert Denverben született, Colorado államban. 1953-tól az Amerikai Légierő  pilótája. A koreai háborúban több bevetésen vett részt, majd berepülőpilótaként szolgált. 1966-ban, az ötödik amerikai csoport tagjaként kezdte meg az űrhajóskiképzést.

## Repülések
(zárójelben a repülés dátuma)
- Apollo–13 (1970. április 11. – 1970. április 17.)

### Apollo-13
Az Apollo–13 célja a Holdon való leszállás a 80 km átmérőjű Fra Mauro kráterben. A háromtagú legénység (James Lovell parancsnok, Jack Swigert parancsnokimodul-pilóta és Fred Haise holdkomppilóta) küldetése meghiúsult, mert a küldetés harmadik napján, 321 860 kilométerre a Földtől robbanás történt az űrhajó műszaki egységében. Az Apollo a Holdat megkerülve sikeresen visszatért a Földre.
Swigert eredetileg a tartalék legénység tagjaként készült a küldetésre, egy héttel az indulás előtt került előtérbe, amikor Charles Duke, a tartalék holdkomppilóta kanyarós lett. Thomas Mattingly, a parancsnoki modul eredeti pilótája nem volt immunis a betegségre, ezért lecserélték Swigertre.

## Politikai pálya
Swigert 1973-ban leszerelt a NASA űrhajóskötelékéből és a légierőtől. 1982 novemberében a Republikánus Párt jelöltjeként Colorado állam képviselője lett a szenátusban, azonban a következő hónapban (egy héttel hivatalos beiktatása előtt) csontvelőrákban elhunyt.